# Nina Hauer
Nina Hauer (* 30. Mai 1968 in Frankfurt am Main) ist eine deutsche Politikerin (SPD).  Sie war von 2002 bis 2004 Parlamentarische Geschäftsführerin der SPD-Bundestagsfraktion.

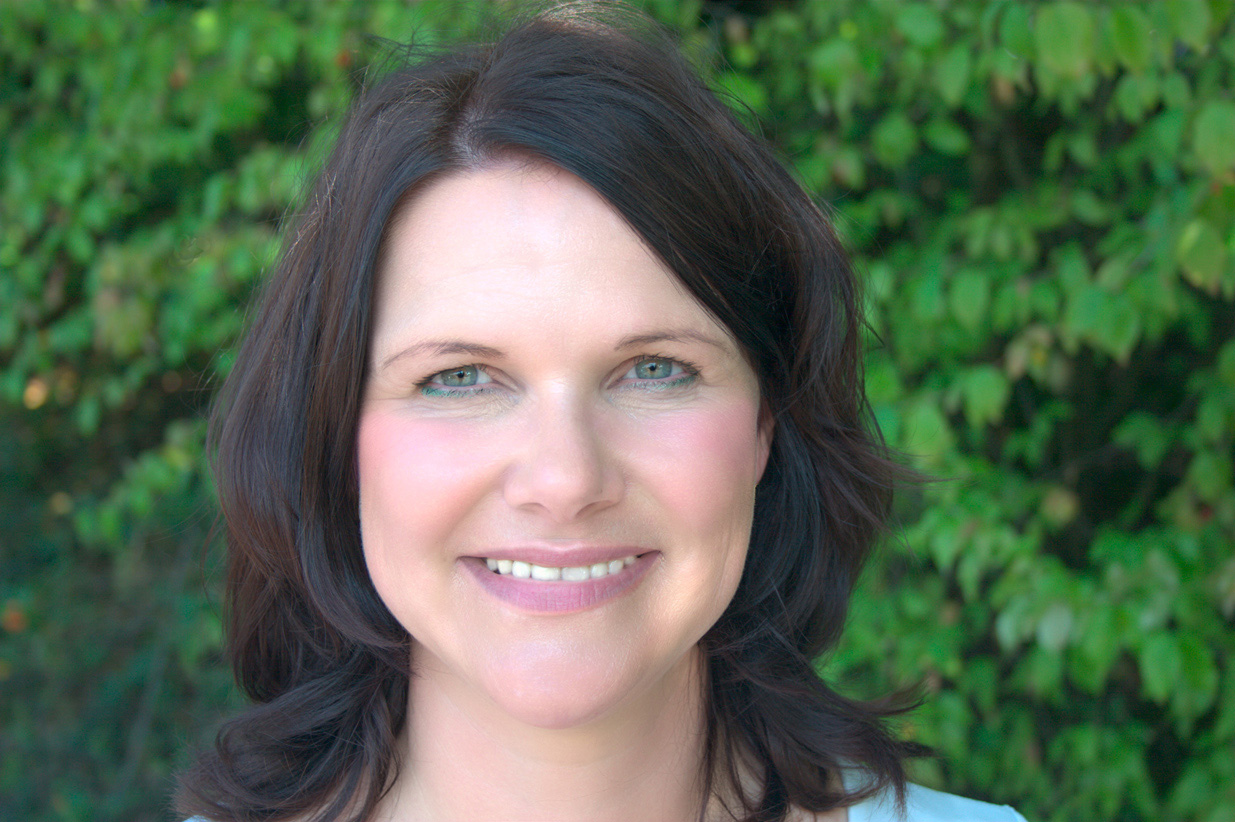
Nina Hauer (2009)

## Leben und Beruf
Nach dem Abitur 1988 an der Augustinerschule in Friedberg absolvierte Nina Hauer ein Lehramtsstudium der Germanistik und Politikwissenschaft an der Justus-Liebig-Universität Gießen, welches sie 1995 mit dem ersten und 1997 mit dem zweiten Staatsexamen für das Lehramt an Gymnasien beendete. Anschließend war sie als Lehrbeauftragte an der Fachhochschule Gießen und als Lehrerin an der Anne-Frank-Schule in Großen-Linden tätig.
Während ihrer Zeit im Bundestag hat sie zudem an der University of Wales den Abschluss als geprüfte Finanz- und Anlagenberaterin/MBA erworben. 2010/2011 arbeitete Nina Hauer als Managing Director bei Deekeling Arndt Advisors in der Kommunikationsberatung. 2011 ist sie in den Schuldienst zurückgekehrt und als Lehrerin an der Bröndby-Oberschule in Berlin beschäftigt, zu deren Schulleiterin sie später aufstieg. Nina Hauer ist zum zweiten Mal verheiratet und hat zwei Töchter.

## Partei
Nina Hauer wurde als Schülerin 1987 Mitglied der SPD. Sie engagierte sich zunächst bei den Jusos und war von 1992 bis 1995 Vorsitzende des Juso-Bezirksverbandes Hessen-Süd.
In diese Zeit fällt auch die so genannte „Lobo“-Affäre: In einer Pressemitteilung, die an eine ähnliche Aktion des SDS erinnerte, drohten die Jusos Hessen-Süd an, einen Hund namens Lobo zu vergiften, falls weiterhin Kurden in die Bürgerkriegsgebiete der Türkei abgeschoben würden. Das Medienecho hierauf wurde durch zeitgleich stattfindende Demonstrationen kurdischer Organisationen mit Autobahnblockaden erheblich verstärkt. Einige Massenmedien skandalisierten die Aktion. Auch aufgrund des öffentlichen Drucks wurden Parteiordnungsverfahren gegen Nina Hauer und andere Jusos durchgeführt, die jeweils mit Freisprüchen endeten. Von 1995 bis 1997 war sie stellvertretende Bundesvorsitzende der Jusos.
Von 1995 bis 1999 gehörte sie dem SPD-Bezirksvorstand Hessen-Süd an. Von 2001 bis 2010 war sie Vorsitzende des SPD-Unterbezirks Wetterau und von 2003 bis 2011 Mitglied im Landesvorstand der SPD in Hessen.

## Abgeordnete
Nina Hauer war von 1998 bis 2009 Mitglied des Deutschen Bundestages und war hier von 2002 bis 2004 Parlamentarische Geschäftsführerin der SPD-Bundestagsfraktion. 1998 schloss sie sich zunächst der Parlamentarischen Linken (PL) an. Eine Rede Oskar Lafontaines auf einem PL-Treffen nach der hessischen Landtagswahl im Februar 1999 war für sie der Anlass, der PL den Rücken zu kehren. Sie wurde Sprecherin des Netzwerkes Berlin.
Nina Hauer war Mitglied im Finanzausschuss des Bundestages mit dem Themenschwerpunkt „Finanzmarkt“ und gehörte als Vertreterin des Bundestages dem Verwaltungsrat der Bundesanstalt für Finanzdienstleistungsaufsicht (BaFin) an. Außerdem war Hauer Obfrau der SPD-Fraktion im Untersuchungsausschuss zur Hypo Real Estate.
1998, 2002 und 2005 war sie als direkt gewählte Abgeordnete des Wahlkreises Wetterau in den Bundestag eingezogen. Bei der Bundestagswahl 2005 erreichte sie hier 43,3 % der Erststimmen. Bei der Bundestagswahl 2009 verlor sie den Wahlkreis an Lucia Puttrich (CDU). Einen Einzug über die Landesliste verfehlte sie knapp.